# اختبار تتبع تسرب الغاز
اختبار تتبع تسرب الغاز هي طريقة اختبار لا إتلافي تكتشف تسرب الغاز. توجد مجموعة متنوعة من الأساليب ذات الحساسية المختلفة. يستخدم اختبار تسرب الغاز في صناعة البتروكيماويات وصناعة السيارات وفي صناعة أشباه الموصلات من بين استخدامات أخرى.

## أنواع
توجد عدة طرق لاختبار تتبع تسرب الغاز، منها:
- كشف التسربات باستخدام مطياف كتلة الهيليوم ذات حساسية عالية
- اختبار تسرب الهيدروجين الأفضل لوجستيا لسهولة نقله
- كشف تسرب غاز التبريد

## اختيار الطريقة

### معدلات التسرب النموذجية
تحدد طبيعة المنتج أو العملية والغازات المستعملة متطلبات معدل التسرب:
| نظام                      | معدل التسرب المسموح به ( بالمللي بار لتر / ثانية) |
| ------------------------- | ------------------------------------------------- |
| معدات العمليات الكيميائية | 10 −1 –1                                          |
| علب المشروبات             | 10 −5 –10 −6                                      |
| أنظمة المضخات الخوأية     | 10 −5 –10 −7                                      |
| ترزيم الدارات المتكاملة   | 10 −7 –10 −8                                      |
| خرطوشة الوسادة الهوائية   | 10 −8                                             |
| منظم ضربات القلب          | 10 −9                                             |
| نظام فراغ مغلق            | 10 −9                                             |

### درجة حساسية الطرق
بناءً على معدل التسرب المستهدف، سيساعد الجدول أدناه في اختيار الطريقة الأنسب. 
| طريقة                                                   | الحساسية (معدل التسرب بالمللي بار لتر / ثانية) |
| ------------------------------------------------------- | ---------------------------------------------- |
| جِهاز الكشف عن تسرُّب الغاز بواسطة الموجات فوق الصوتية     | 10 −1                                          |
| اختبار الفقاعات في الماء                                | 10 −2                                          |
| اضمحلال الضغط                                           | 10 −2                                          |
| تسوس الفراغ (الخواء)                                    | 10 −2                                          |
| جِهاز الكشف عن تسرُّب الغاز بواسطة كاشفات الانبعاث الصوتية | 10 −3                                          |
| اختبار الفقاعات بالماء والصابون                         | 10 −4                                          |
| كاشف الموصلية الحرارية الخاصة بالغاز                    | 10 −5                                          |
| كاشف الهالوجين                                          | 10 −5                                          |
| مطيافية ضوئية صوتية                                     | 10 −6                                          |
| جِهاز الكشف عن تسرُّب الغاز بواسطة شم الهيدروجين           | 10 −6                                          |
| محلل الغازات المتبقية                                   | 10 −7                                          |
| اختبار اختراق السائل                                    | 10 −8                                          |
| تتبع القائفة مشعة                                       | 10 −10                                         |
| اختبار فراغ مطياف الكتلة الهليوم                        | 10 −11                                         |

## التطبيقات
تشمل التطبيقات النموذجية لاختبار تسرب غاز التتبع ما يلي:
- في مصانع البتروكيماويات، التكسير الهيدروجيني ، التكسير البخاري، الإصلاح التحفيزي، وإعادة التشكيل بالبخار كلها عمليات قائمة على الهيدروجين، التي تتطلب اختبار تسرب الهيدروجين.
- عند تصنيع أشباه الموصلات، وجميع العمليات التي تجري في غرفة عملية في الضغط الجوي أو تحت فراغ الأكسدة، LPCVD، PECVD، PVD وزرع الأيونات - تتطلب ختبار تسرب الهيليوم أو الهيدروجين.
- في السيارات، يجب اختبار الوسائد الهوائية للتأكد من عدم وجود تسريبات حتى تظل تعمل لفترة طويلة. بالإضافة إلى الوسائد الهوائية، يتطلب نظام تكييف الهواء ونظام الوقود ونظام العادم اختبارًا للتسريبات.
- يجب اختبار أجهزة تنظيم ضربات القلب والقسطرة للتأكد من فعاليتها وطول عمرها.
- على الطائرات، يتم استخدام اختبار تتبع تسرب الغاز لتحديد مواقع تسرب الوقود بسرعة وأمان، [2] وكذلك للتحقق من أجهزة توزيع الأكسجين وأنظمة ضغط المقصورة.
- يجب أن يكون للتبريد وتكييف الهواء أقل معدل ممكن لفقدان غازات التبريد (مما يساهم في استنفاد طبقة الأوزون).
- شبكات الصرف الصحي ومياه الشرب لتقليل تبديد المياه والتأكد من عدم اختلاط مياه الشرب بمياه الصرف الصحي.

## المعايير
تنطبق العديد من المعايير على اختبار التسرب وبشكل أكثر تحديدًا على طرق اختبار تتبع تسرب الغاز، على سبيل المثال:
- BS EN 1779: 1999 ؛ ضيق التسرب من خلال بيان أو قياس تسرب الغاز،
- BS EN 13185: 2001 الاختبار غير متلف. اختبار تسرب. طريقة تتبع الغاز،
- BS EN 13192: 2002 الاختبار غير متلف. اختبار تسرب. معايرة التسريبات المرجعية للغازات.